# コスタ＝ガヴラス
コスタ＝ガヴラス（Costa-Gavras、1933年2月13日 - ）は、ギリシャ出身でフランスで活動する映画監督、脚本家である。パルム・ドールと金熊賞の2つの最高賞を受賞している。

## 来歴・人物
1933年2月13日、ギリシャ・アルカディア県のルトラ・イレアス（Λουτρών Ηραίας / Loutra-Iraias）で生まれる。第二次世界大戦中はペロポネソス半島で過ごし、終戦後はアテネで暮らす。ソルボンヌ大学で学んでいたが中退し、IDHEC（高等映画学院）で映画を学んだ。1958年に25歳で習作短篇を撮ったのち、1960年からアンリ・ヴェルヌイユ、ジャック・ドゥミ、ルネ・クレマン、ジャック・ベッケルらの助監督を経験した。1965年にセバスチアン・ジャプリゾの小説『寝台車の殺人者』を原作にした長篇劇映画『七人目に賭ける男』で、監督としてデビューした 。
政治的な題材をサスペンスタッチに描く作風を特色とし、1969年監督作品『Z』がアカデミー外国語映画賞、カンヌ国際映画祭審査員賞を受賞。1972年『戒厳令』でルイ・デリュック賞を受賞。1982年、『ミッシング』でアカデミー脚色賞、第35回カンヌ国際映画祭パルム・ドールを受賞。1990年、『ミュージック・ボックス』で第40回ベルリン国際映画祭金熊賞を受賞。1998年、永年の業績に対し第5回ルネ・クレール賞を受賞した。
中でも、『Z』、『告白』、『戒厳令』は、彼の“三部作”といわれる（3作ともイヴ・モンタン主演）。
1982年から1987年まで、また2007年以降シネマテーク・フランセーズの理事長を務めている。
2009年、アテネの新アクロポリス博物館の依頼を受け、来場者のための「パルテノン神殿の破壊の歴史」を描いた1分40秒程度のフィルムを制作したが、その中のギリシャ正教徒が同神殿に梯子をかけて登り、彫刻を奪う場面が、ギリシャ正教会の圧力で削除された。彼はこの措置に「容認できない」と激しい抗議をしている。
2018年8月30日にはAP通信がガヴラスが死去したという情報をツイッター上で流し、それに他の報道機関も続く騒ぎとなったが、後に死亡情報を流した発信元がギリシャ文化省を名乗る偽のアカウントであったことが判明し、AP通信はツイートを削除した。2019年、ドノスティア賞を受賞した。

## 主な監督作品
- 七人目に賭ける男 Compartiment tueurs（1965）※監督デビュー作
- 奇襲戦隊 Un Homme de Trop（1967）
- Z Z（1969）
- 告白 L'Aveu（1970）
- 戒厳令 État de siège（1972）
- Section spéciale（1975）
- Clair de femme（1979）
- ミッシング Missing（1982）
- Hanna K.（1983）
- Conseil de famille（1986）
- 背信の日々 Betrayed（1988）
- ミュージック・ボックス Music Box（1989）
- La petite apocalypse（1993）
- マッド・シティ Mad City（1997）
- ホロコースト -アドルフ・ヒトラーの洗礼- Amen.（2002)
- 斧 Le Couperet（2005）※「フランス映画祭横浜2005」上映時タイトル
- 西のエデン Eden à l'Ouest（2009）
- ザ・キャピタル マネーにとりつかれた男 Le Capital（2012）